# Helixanthera obtusata
Helixanthera obtusata är en tvåhjärtbladig växtart som beskrevs av Danser. Helixanthera obtusata ingår i släktet Helixanthera och familjen Loranthaceae. Inga underarter finns listade i Catalogue of Life.